# Österledskyrkan, Karlskoga
Österledskyrkan är en kyrkobyggnad i Karlskoga kommun. Den är församlingskyrka i Karlskoga församling, Karlstads stift.

## Kyrkobyggnaden
Kyrkan uppfördes 1981 efter ritningar av arkitekt Janne Feldt.

## Inventarier
En dopfunt med svängda former och cuppa i mässing är flyttbar.

### Orgel
- 1971 byggde Walter Thür Orgelbyggen AB, Torshälla en orgel med 6 stämmor. Orgeln flyttades 1985 till Stråningstorpskyrkan i Karlskoga.
- Den nuvarande orgeln byggdes 1988 av Walter Thür Orgelbyggen AB, Torshälla. Orgeln är mekanisk.

| Huvudverk I   | Svällverk II      | Pedal      | Koppel |
| Gedackt 8´    | Rörflöjt 8´       | Subbas 16´ | I/P    |
| Principal 4'  | Fugara 8'         |            | II/P   |
| Svegel 2'     | Spetsgedackt 4'   |            | II/I   |
| Mixtur 2 chor | Principal 2'      |            |        |
| Tremulant     | Nasat 1 1/3'      |            |        |
|               | Tremulant         |            |        |
|               | Crescendosvällare |            |        |

### Webbkällor
- Kyrkor i Karlstads stift Del II, Utgiven av Värmlands Museum och Karlstads stift, 2008, ISBN 91-85224-72-3
- byggnadspresentation